# Сербуля
Сербу́ля (серб. србуља) — рукописная или старопечатная православная книга, написанная сербским изводом церковнославянского языка. Всего известно около 40 изданий сербуль XV—XVII вв., все они являются библиографическими редкостями, охраняются (по крайней мере в Сербии и России) государством, и все экземпляры известны наперечет (по крайней мере в теории).

## Сведения о некоторых сербулях, сербских типографиях и печатниках
- в 1493 г. в Цетинье основал типографию зетский воевода Георгий I Черноевич, управлял ею иеромонах Макарий «из Черногории»; в 1494 г. там издана первая половина «Октоиха» (так называемый «Октоих первогласник»), в 1495 г. начала печататься вторая половина («Октоих пятигласник»), но, вероятно, это издание не было окончено из-за турецкой агрессии: известны лишь фрагменты первых шести тетрадей книги; в 1495 году напечатана «Псалтирь с восследованием»; около 1496 года — «Требник» («Молитвенник»); затем типография прекратила своё существование, а Макарий отправился в Румынию (вероятно, в Тырговиште); есть мнение о том, что в этой же типографии было отпечатано «Тырговиштское четвероевангелие».

- Божидар из Горажде основал сербскую типографию в Венеции, в которой работали его сыновья — милешевские монахи Джурадж и Теодор Любавичи; в 1519 г. ими издан «Служебник», затем типография была перенесена в Горажде (Герцеговина), «при храме св. вмч. Георгия, что на реке Дрине», где были изданы «Псалтирь» (1521), а затем «Требник»; в 1523 г. Дмитрий Любавич, внук Божидара, перенес типографию в румынское Тырговиште;

- в Венеции в 1520—1597 гг. работала типография, основанная Божидаром Вуковичем из Подгорицы; при его жизни вышло 9 книг, а печатниками были монах Пахомий «из Черногории», иеромонах Моисей «из Сербской земли», иноки Теодосий и Геннадий из монастыря св. Саввы в Милешеве, иеродиакон Моисей из Дечан; в частности, там изданы «Псалтирь» (1520), «Литургиарь» (1520), «Сборник-молитвенник» (1521; содержал азбуку и считается первой книгой, изданной «для народа»), второе издание «Сборника-молитвенника» (1536), «Соборник» или «Минея праздничная» (1536—1538), «Октоих пятигласник» (1537), «Требник» (1538—1540; перепечатка с изменениями издания 1496 г.); после смерти Божидара типографию унаследовал его сын Виценцо, который сам повторил некоторые издания отца («Псалтирь с восследованием» 1546, «Сборник» 1546, «Служебник» 1554, «Сборник» 1560, «Псалтирь с восследованием» 1561), а потом её арендовал Яков «с Каменной реки у Кюстендила» и напечатал в 1566 году «Сборник»; в этой типографии в 1568 г. напечатал одну книгу Стефан Маринович (по другим данным — Стефан Маринкович, в 1561 году, а книга была «Триодь постная») (а ещё одну книгу он же напечатал в 1563 г. в другой типографии, в Скадаре, с упоминанием в послесловии «маэстро» Камило Занети); затем этой типографией владел венецианский печатник Джованни Антонио Рампацето (или Рампацета), при котором трудами иеромонаха Саввы из Дечан вышли «Сборник» и в 1597 г. два издания первого сербского славянского букваря;

- в 1569—1638 гг. в Венеции работала ещё одна сербская типография; её основал Иеролим (Иероним) Загурович из Котора, а управлял Яков Трайков (или Крайков) «из Софии»; там в 1569—1570 изданы «Требник» («Молитвенник») и «Псалтирь с восследованием», затем «Служебник» (перепечатка с издания 1554 г.) и «Октоих пятигласник» (перепечатка с издания 1537 г.); последним владельцем этой типографии был Бартоло Гинами (Варфоломей Джинами), повторивший в 1638 г. издание «Псалтири с восследованием» — где впервые в православном кириллическом книгоиздании применил титульный лист (правда, на нём было лишь название «Псалтирь Дав(и)д(о)вь» без каких-либо украшений) и нумерацию страниц арабскими цифрами;

- в 1537 г. иеромонах Феодосий издал деревянными буквами известное «Руянское Евангелие»;[ссылки 1][ссылки 2]

- в 1539 г. «Октоих пятигласник» издан при митрополите Новобродском Никаноре в монастыре Грачанице; печатником был «Христу раб Димитрий» из семьи упомянутых выше Любавичей из Горажде;

- в 1544 г. в монастыре Милешево иеромонах Мардарий и Теодор напечатали «Псалтирь» литерами, приобретенными в Венеции[ссылки 3][ссылки 4][ссылки 5], а в 1545 диакон Дамиан и Милан напечатали «Требник»; позже, в 1557 г., «Псалтирь» напечатана литерами производства самого монастыря;

- в 1562 г. иеромонах Мардарий напечатал «Евангелие» в Мркшиной церкви у Косерича[ссылки 6][ссылки 7], а в 1566 г. — «Триодь цветную»;

- ранее, в 1552 г., Мардарий напечатал «Евангелие» в Белграде, в типографии, основанной князем Радишей Дмитровичем (после смерти которого ею управлял Траян Гундулич из Дубровника).

Итак, последняя сербуля была издана в 1638 году, и на этом православное сербское книгоиздание прервалось почти на целый век. Книги некоторое время продолжали переписываться от руки, но постепенно сербская ветвь церковнославянского языка заглохла, вытесненная более доступными книгами русского извода московских и киевских изданий. Возобновившееся в XVIII веке сербское книгопечатание в светских книгах перешло на приближенный к разговорному славяносербский язык (который, в свою очередь, в XIX веке уступил место языку собственно сербскому), а церковные книги с тех пор и поныне печатаются практически в том же виде, как и российские.